# Chlorota panamensis
Chlorota panamensis är en skalbaggsart som beskrevs av Ohaus 1912. Chlorota panamensis ingår i släktet Chlorota och familjen Rutelidae. Utöver nominatformen finns också underarten C. p. costaricensis.